# Rhinocypha anisoptera
Rhinocypha anisoptera – gatunek ważki z rodziny Chlorocyphidae.